# Hullabaloo (film)
 Hullabaloo  är en kommande serie av fyra stycken handtecknade kortfilmer, skapade av en grupp oberoende, amerikanska animatörer, under ledning av den f.d. Disney-animatören James Lopez.
"Hullabaloo" beskrivs som ett victorianskt steampunk-äventyr, vars syfte är att demonstrera och frambringa konstnärligheten i 2D-animerade (handtecknade) filmer. Lopez fick idén till projektet i början av 2010-talet, när han märkte avsaknaden av handtecknade filmer.
Projektet är finansierat av en insamling på sajten Indiegogo från 2014. Målet med denna insamling var att få ihop 80 000 dollar för att kunna producera en kortfilm. Vid slutet av insamlingen hade man fått ihop ett överträffande resultat på över 470 000 dollar, varefter projektet utökades till hela fyra kortfilmer.
I ett Facebook-inlägg den 11 februari 2021, berättade skaparna att man hoppas bli klara med animationerna på kortfilmerna inom ett par månader.[uppföljning saknas]

## Handling
"Hullabaloo" utspelar sig i ett parallellt universum under victorianska eran och handlar om Veronica Daring, en ung forskare som återvänder hem efter en tids studier och upptäcker att hennes far, uppfinnaren Jonathan Daring, har försvunnit utan ett spår. Den enda ledtråden som finns kvar pekar Veronica mot Daring Adventures, en övergiven nöjespark som hennes far använde för att testa hans fantastiska ångdrivna uppfinningar. Där träffar hon en konstig tjej vid namn Jules, en annan uppfinnare som går med på att hjälpa Veronica att hitta sin försvunna far och upptäcka hemligheterna i hans arbete.
Tillsammans får de veta att Jonathan Daring har kidnappats av en mystisk grupp av inflytelserika personer som försöker använda hans senaste uppfinning för onödiga syften. Dessa skurkar är rika och inflytelserika och varken Veronica eller Jules kan stoppa dem öppet. Men fast besluten att rädda sin far antar Veronica den hemliga identiteten "Hullabaloo", en korsfarare med skyddsglasögon som använder vett och vetenskap för att bekämpa ondska och motsätta sig de onda makterna som har tagit hennes far.
Men frågan kvarstår: Vad har skurkarna i görningen? Vad planerar de att göra med Jonathan Daring mystiska nya teknik? Och kommer Veronica och Jules att kunna stoppa dem i tid?